# Казелунге (Мачерата)
Казелунге (итал. Caselunghe) насеље је у Италији у округу Мачерата, региону Марке.
Према процени из 2011. у насељу је живело 70 становника. Насеље се налази на надморској висини од 308 м.